# Charalampos Kostoulas
Charalampos Kostoulas (griechisch: Χαράλαμπος Κωστούλας; * 30. Mai 2007) ist ein griechischer Fußballspieler, der derzeit als Stürmer für Brighton & Hove Albion spielt.

## Karriere

### Verein
Kostoulas begann seine Karriere bei Agia Anna Volos, bevor er 2019 zu Olympiakos wechselte. Er durchlief die Akademie und überzeugte mit guten Leistungen. Er unterzeichnete seinen ersten Profivertrag mit dem Verein im September 2022. Er kam zuerst für die B-Mannschaft zum Einsatz und wurde bei seinem Debüt in der zweitklassigen Super League 2 im Januar 2023 im Alter von 15 Jahren zum jüngsten Profispieler des Vereins, wobei er Kyriakos Papadopoulos ablöste. Kostoulas gewann mit Olympiakos die UEFA Youth League 2023/24, wozu er mit fünf Treffern in acht Spielen entscheidend beitrug. Am 17. August 2024 gab Kostoulas sein Debüt für die A-Mannschaft, als er bei einem 2:0-Auswärtssieg Volos NFC in der Super League eingewechselt wurde. Sein erstes Tor folgte im November bei einem 3:2-Auswärtssieg bei PAOK Thessaloniki. Nach fünf Treffern im Oberhaus in der Halbserie 2024/25 erregte Kostoulas das Interesse internationaler Topklubs.
Im Sommer 2025 wechselte er zu Brighton & Hove Albion.

### Nationalmannschaft
Kostoulas ist Jugendnationalspieler Griechenlands. Nach Spielen für die U16, U17 und U19-Auswahlmannschaften Griechenlands gab er sein Debüt für die U-21-Auswahl am 11. Oktober 2024 bei einem Spiel gegen die Slowakei.

## Persönliches
Kostoulas stammt aus einer Fußballerfamilie und ist der Sohn des ehemaligen griechischen Nationalspielers Athanasios Kostoulas, während sein Bruder Konstantinos ebenfalls Fußballer ist.

## Erfolge
Jugend
- UEFA Youth League: 2024